# Артолсхајм
Артолсхајм (фр. Artolsheim) насеље је и општина у источној Француској у региону Алзас, у департману Доња Рајна која припада префектури Селестат Ерштајн.
По подацима из 2011. године у општини је живело 930 становника, а густина насељености је износила 82,67 становника/km². Општина се простире на површини од 11,25 km². Налази се на средњој надморској висини од 173 метара (максималној 174 m, а минималној 168 m).

## Демографија
| 1962. | 1968. | 1975. | 1982. | 1990. | 1999. | 2011. |
| ----- | ----- | ----- | ----- | ----- | ----- | ----- |
| 716   | 705   | 630   | 649   | 643   | 728   | 930   |

График промене броја становника у току последњих година